# Прапор Міженця
Прапор Міженця — офіційний символ села Міженець, Самбірського району Львівської області, затверджений 25 листопада 2004 року рішенням сесії Міженецької сільської ради.
Автор — А. Гречило.

## Опис
Квадратне полотнище, з нижнього краю до верхнього відходять два однакові рівнобедрені жовті клини, на яких по червоній квітці троянди із зеленими листочками, верхні поля зелені, на середньому з них — біла квітка троянди із жовтими листочками.

## Зміст
Два геральдичні вістря утворюють літеру «М», є номінальним символом і вказують на назву поселення. Троянди символізують Міженецький дендрологічний парк. Три квітки також означали три села, що були підпорядковані сільській раді.